# أوكالبتوس بنثامي
كينا بنثامية (الاسم العلمي:Eucalyptus benthamii) هي نوع من النباتات تتبع جنس الكينا من فصيلة الآسية.